# Temple Qixia
Le temple Qixia (en mandarin simplifié : 栖霞寺 ; en pinyin : Qīxiá Sì) est un temple bouddhiste situé à Nankin dans la province de Jiangsu en République populaire de Chine. Construit en 489 pendant les Six Dynasties, il est connu pour sa collection d'art bouddhique chinois et ses sculptures.